# Arminia Bielefeld/Saison 1996/97
Dieser Artikel beschreibt den Verlauf der Saison 1996/97 von Arminia Bielefeld. Arminia Bielefeld trat in der Saison in der Bundesliga an und belegte am Saisonende den 14. Platz. Im DFB-Pokal 1996/97 scheiterte die Arminia in der zweiten Runde. 

## Personalien

### Kader
| Frederik Gößling |
| Zdenko Miletić   |
| Uli Stein        |

| Heiko Gerber    |
| Ronald Maul     |
| Michael Molata  |
| Günther Schäfer |
| Sonny Silooy    |
| Thomas Stratos  |

| Jörg Bode            |
| Matthias Breitkreutz |
| Thomas von Heesen    |
| Rob Maas             |
| Silvio Meißner       |
| Jörg Reeb            |
| Ralf Voigt           |

| Uwe Fuchs        |
| Josef Ivanović   |
| Stefan Kuntz     |
| Rainer Rauffmann |
| Giuseppe Reina   |
| Fritz Walter     |

### Transfers zur Saison 1996/97
| Zugänge | Abgänge |
| Sommerpause 1996 | Sommerpause 1996 |
| --- | --- |
| - Matthias Breitkreutz (Hansa Rostock) - Uwe Fuchs (FC Millwall) - Heiko Gerber (Chemnitzer FC) - Frederik Gößling (eigene Jugend) - Josef Ivanović (TuS Quelle) - Stefan Kuntz (Beşiktaş Istanbul) - Rob Maas (Feyenoord Rotterdam) - Silvio Meißner (Chemnitzer FC) - Rainer Rauffmann (Eintracht Frankfurt) - Giuseppe Reina (SG Wattenscheid 09) - Günther Schäfer (VfB Stuttgart) - Sonny Silooy (Ajax Amsterdam) | - Iwajlo Andonow (ZSKA Sofia) - René Dörfel (KSV Hessen Kassel) - Frank Geideck (Karriereende) - Frank Germann (Hannover 96) - Eric Groeleken (SG Wattenscheid 09) - Peter Hobday (Rot-Weiss Essen) - Roland Kopp (Karriereende) - Mike Schürmann (Rot-Weiss Essen) - Ayhan Tumani (FC Volendam) - Angelo Vier (Rot-Weiss Essen) |
| nach Saisonbeginn | |
| - Geirmund Brendesæter (Brann Bergen) | - Armin Eck (KSV Hessen Kassel) - Peter Hobday (Rot-Weiss Essen) - Peter Quallo (KSV Hessen Kassel) - Rainer Rauffmann (Linzer ASK, Leihe) - Stefan Studtrucker (KSV Hessen Kassel) |

### Funktionäre und Trainer Saison 1996/97
| Funktion    | Name             |
| ----------- | ---------------- |
| Cheftrainer | Ernst Middendorp |
| Co-Trainer  | Frank Geideck    |

## Saison
Alle Ergebnisse aus Sicht von Arminia Bielefeld. Grün unterlegte Ergebnisse kennzeichnen einen Sieg, rot unterlegte eine Niederlage und gelb unterlegte ein Unentschieden.

### Bundesliga
| ST | Datum              | Gegner                   | Ort      | Ergebnis | Tor(e) für Arminia           |
| -- | ------------------ | ------------------------ | -------- | -------- | ---------------------------- |
| 1  | 16. August 1996    | Borussia Mönchengladbach | Auswärts | 0:0      |                              |
| 2  | 20. August 1996    | FC St. Pauli             | Heim     | 1:2      | Studtrucker                  |
| 3  | 24. August 1996    | VfL Bochum               | Auswärts | 1:1      | Molata                       |
| 4  | 28. August 1996    | MSV Duisburg             | Heim     | 1:1      | von Heesen                   |
| 5  | 7. September 1996  | FC Bayern München        | Auswärts | 0:1      |                              |
| 6  | 14. September 1996 | Bayer 04 Leverkusen      | Heim     | 0:1      |                              |
| 7  | 21. September 1996 | FC Schalke 04            | Heim     | 0:1      |                              |
| 8  | 27. September 1996 | Karlsruher SC            | Auswärts | 2:5      | Gerber, Kuntz                |
| 9  | 5. Oktober 1996    | Werder Bremen            | Heim     | 3:1      | Fuchs, Kuntz, Reeb           |
| 10 | 12. Oktober 1996   | Hamburger SV             | Auswärts | 2:2      | Breitkreutz, Meißner         |
| 11 | 19. Oktober 1996   | 1. FC Köln               | Heim     | 1:4      | Breitkreutz                  |
| 12 | 26. Oktober 1996   | Borussia Dortmund        | Auswärts | 0:5      |                              |
| 13 | 2. November 1996   | Fortuna Düsseldorf       | Heim     | 1:0      | Breitkreutz                  |
| 14 | 16. November 1996  | TSV 1860 München         | Auswärts | 3:1      | Kuntz, Molata, Reina         |
| 15 | 23. November 1996  | SC Freiburg              | Heim     | 2:0      | Kuntz, Reina                 |
| 16 | 30. November 1996  | Hansa Rostock            | Auswärts | 1:3      | Reeb                         |
| 17 | 7. Dezember 1996   | VfB Stuttgart            | Heim     | 2:0      | Breitkreutz, Reina           |
| 18 | 16. Februar 1997   | Borussia Mönchengladbach | Heim     | 0:2      |                              |
| 19 | 21. Februar 1997   | FC St. Pauli             | Auswärts | 3:2      | Bode, Kuntz, Reina           |
| 20 | 28. Februar 1997   | VfL Bochum               | Heim     | 3:1      | Meißner (2), Maul            |
| 21 | 8. März 1997       | MSV Duisburg             | Auswärts | 0:0      |                              |
| 22 | 12. März 1997      | FC Bayern München        | Heim     | 2:0      | Kuntz (2)                    |
| 23 | 15. März 1997      | Bayer 04 Leverkusen      | Auswärts | 0:1      |                              |
| 24 | 22. März 1997      | FC Schalke 04            | Auswärts | 0:0      |                              |
| 25 | 29. März 1997      | Karlsruher SC            | Heim     | 1:2      | Reina                        |
| 26 | 5. April 1997      | Werder Bremen            | Auswärts | 1:2      | Reeb                         |
| 27 | 11. April 1997     | Hamburger SV             | Heim     | 1:1      | Reina                        |
| 28 | 19. April 1997     | 1. FC Köln               | Auswärts | 5:1      | Kuntz (2), Maas, Maul, Reina |
| 29 | 26. April 1997     | Borussia Dortmund        | Heim     | 2:0      | Breitkreutz, Reina           |
| 30 | 2. Mai 1997        | Fortuna Düsseldorf       | Auswärts | 2:1      | Kuntz, Reina                 |
| 31 | 10. Mai 1997       | TSV 1860 München         | Heim     | 2:3      | Kuntz (2)                    |
| 32 | 18. Mai 1997       | SC Freiburg              | Auswärts | 1:2      | Maas                         |
| 33 | 24. Mai 1997       | Hansa Rostock            | Heim     | 1:3      | Kuntz                        |
| 34 | 31. Mai 1997       | VfB Stuttgart            | Auswärts | 2:4      | Maul, Kuntz                  |

### DFB-Pokal
| Runde | Datum              | Gegner             | Ort      | Ergebnis | Tor(e) für Arminia          |
| ----- | ------------------ | ------------------ | -------- | -------- | --------------------------- |
| 1     | 10. August 1996    | Hamburger SV Am.   | Auswärts | 3:1      | Meißner, Rauffmann, Stratos |
| 2     | 18. September 1996 | SpVgg Unterhaching | Heim     | 0:1      |                             |

## Statistiken

### Spielerstatistiken
| Spieler              | Bundesliga | Bundesliga | Bundesliga  | Bundesliga | DFB-Pokal | DFB-Pokal | DFB-Pokal   | DFB-Pokal  | Total    | Total | Total       | Total      |
| Spieler              | Einsätze   | Tore       | Gelbe Karte | Rote Karte | Einsätze  | Tore      | Gelbe Karte | Rote Karte | Einsätze | Tore  | Gelbe Karte | Rote Karte |
| -------------------- | ---------- | ---------- | ----------- | ---------- | --------- | --------- | ----------- | ---------- | -------- | ----- | ----------- | ---------- |
| Jörg Bode            | 32         | 1          | 2           | 0          | 1         | 0         | 0           | 0          | 33       | 1     | 2           | 0          |
| Matthias Breitkreutz | 24         | 5          | 5           | 0          | 0         | 0         | 0           | 0          | 24       | 5     | 5           | 0          |
| Geirmund Brendesæter | 13         | 0          | 0           | 0          | 0         | 0         | 0           | 0          | 13       | 0     | 0           | 0          |
| Armin Eck            | 3          | 0          | 1           | 0          | 0         | 0         | 0           | 0          | 3        | 0     | 1           | 0          |
| Uwe Fuchs            | 15         | 1          | 2           | 0          | 0         | 0         | 0           | 0          | 15       | 1     | 2           | 0          |
| Heiko Gerber         | 15         | 1          | 2           | 0          | 1         | 0         | 1           | 0          | 16       | 1     | 3           | 0          |
| Frederik Gößling     | 0          | 0          | 0           | 0          | 0         | 0         | 0           | 0          | 0        | 0     | 0           | 0          |
| Frank Germann        | 0          | 0          | 0           | 0          | 0         | 0         | 0           | 0          | 0        | 0     | 0           | 0          |
| Thomas von Heesen    | 10         | 1          | 0           | 0          | 1         | 0         | 0           | 0          | 11       | 1     | 0           | 0          |
| Peter Hobday         | 12         | 0          | 1           | 0          | 1         | 0         | 1           | 0          | 13       | 0     | 2           | 0          |
| Josef Ivanović       | 13         | 0          | 3           | 0          | 1         | 0         | 0           | 0          | 14       | 0     | 3           | 0          |
| Stefan Kuntz         | 33         | 14         | 9           | 0          | 2         | 0         | 0           | 0          | 35       | 14    | 9           | 0          |
| Rob Maas             | 32         | 2          | 12          | 0          | 2         | 1         | 0           | 0          | 34       | 3     | 12          | 0          |
| Ronald Maul          | 27         | 3          | 3           | 0          | 1         | 0         | 0           | 0          | 28       | 3     | 3           | 0          |
| Silvio Meißner       | 33         | 3          | 6           | 0          | 1         | 1         | 0           | 0          | 34       | 4     | 6           | 0          |
| Zdenko Miletić       | 7          | 0          | 0           | 0          | 0         | 0         | 0           | 0          | 7        | 0     | 0           | 0          |
| Michael Molata       | 11         | 2          | 1           | 0          | 1         | 0         | 0           | 0          | 12       | 2     | 1           | 0          |
| Rainer Rauffmann     | 4          | 0          | 0           | 0          | 1         | 1         | 0           | 0          | 5        | 1     | 0           | 0          |
| Jörg Reeb            | 32         | 3          | 4           | 0          | 2         | 0         | 0           | 0          | 34       | 3     | 4           | 0          |
| Giuseppe Reina       | 30         | 9          | 2           | 0          | 2         | 0         | 0           | 0          | 32       | 9     | 2           | 0          |
| Günther Schäfer      | 22         | 0          | 5           | 0          | 0         | 0         | 0           | 0          | 22       | 0     | 5           | 0          |
| Sonny Silooy         | 20         | 0          | 4           | 0          | 2         | 0         | 0           | 0          | 22       | 0     | 4           | 0          |
| Uli Stein            | 27         | 0          | 0           | 0          | 2         | 0         | 0           | 0          | 29       | 0     | 0           | 0          |
| Thomas Stratos       | 27         | 0          | 3           | 0          | 2         | 1         | 0           | 0          | 29       | 1     | 3           | 0          |
| Stefan Studtrucker   | 8          | 1          | 0           | 0          | 2         | 0         | 0           | 0          | 10       | 1     | 0           | 0          |
| Ralf Voigt           | 0          | 0          | 0           | 0          | 0         | 0         | 0           | 0          | 0        | 0     | 0           | 0          |
| Fritz Walter         | 3          | 0          | 0           | 0          | 0         | 0         | 0           | 0          | 3        | 0     | 0           | 0          |

Heiko Gerber sah beim 2:2 gegen den Hamburger SV am 12. Oktober 1996 und Michael Molata bei der 1:4-Niederlage gegen den 1. FC Köln am 19. Oktober 1996 die Gelb-Rote Karte.

### Zuschauer
Arminia Bielefeld begrüßte zu seinen 17 Heimspielen insgesamt 360.400 Zuschauer, was einem Schnitt von 21.200 entspricht. Den Zuschauerrekord gab es mit 22.512 bei gleich zehn Heimspielen, die damit allesamt ausverkauft waren. Die Gegner hießen in chronologischer Reihenfolge Werder Bremen, VfB Stuttgart, Borussia Mönchengladbach, VfL Bochum, Bayern München, Karlsruher SC, Hamburger SV, Borussia Dortmund, TSV 1860 München und Hansa Rostock. Dagegen wollten nur 15.000 Zuschauer das Spiel gegen den MSV Duisburg sehen.

## Varia
Die Zuschauer der ARD-Sportschau wählten Giuseppe Reinas Treffer zum 2:0-Endstand im Spiel gegen den VfB Stuttgart am 7. Dezember 1996 zum Tor des Monats. Es war das fünfte Tor des Monats eines Spielers von Arminia Bielefeld.